# Família Orsini
A família Orsini é uma das mais importantes dinastias na Itália e no mundo, tendo tido o ápice de sua influencia durante a Idade Média e o Renascimento . Tradicionalmente uma das mais antigas, ilustres e, durante séculos a mais poderosa família nobre italiana.

Escudo da Família Orsini.

Anteriormente possuía vastos territórios na Hungria. Membros mais notáveis da família foram os papas Celestino III (1191-1198), Nicolau III (1277-1280) e Bento XIII (1724-1730). Também gerou muitos condottieri (Pier Francesco Orsini, por exemplo) e outras figuras políticas ou de importância
Os Orsini viram seu auge no final do século XII, com a ascensão de Giacinto Orsini como Papa Celestino III (1191-1198), cuja generosidade para com seus sobrinhos foram a base das posses da família. Ao longo do século XIII, a aliança com o papado desenvolveu em uma forte tradição e sucesso da Casa dos Orsini.
Na luta política entre o papado e o império, os Orsini assumiram a causa pró-papal dos Guelfos contra a família Colonna, que opunham ao poder do papa, afirmando a supremacia da instituição imperial.
Assim, durante séculos, a rivalidade brutal entre os membros destas duas famílias dominou a política de Roma e ensanguentou as ruas com seus terríveis conflitos armados.
Em um dado momento da história um Orsini casou-se com uma mulher da Casa de Zähringen, desde então os descendentes do casal passaram a utilizar o nome Bertoldo para os primogênitos. Após as perseguições que sofreu do Papa Alexandre VI (Rodrigo Borgia) a família Orsini teve sua influência reduzida e muitos optaram por abandonar o sobrenome, mas há casos de membros da dinastia que ainda o usam.